# Liste des épisodes de Strike Back
Cet article présente la liste des épisodes de la série télévisée américaine Strike Back.
La série est diffusée sur la chaîne Sky 1 au Royaume-Uni et rachetée par Cinemax États-Unis à partir de la saison 2.

## Première saison:Chris Ryan's Strike Back(2010)
| # | Titre français                       | Titre original | Réalisé par     | Écrit par                    | Date de diffusion original | Audiences U.S (en millions) |
| - | ------------------------------------ | -------------- | --------------- | ---------------------------- | -------------------------- | --------------------------- |
| 1 | Mission Irak, première partie        | Episode 1      | Daniel Percival | Jed Mercurio                 | 25 octobre 2013            | 0,259                       |
| 2 | Mission Irak, deuxième partie        | Episode 2      | Daniel Percival | Jed Mercurio                 | 1 novembre 2013            | NC                          |
| 3 | Mission Zimbabwe, première partie    | Episode 3      | Daniel Percival | Jed Mercurio et Alan Whiting | 8 novembre 2013            | NC                          |
| 4 | Mission Zimbabwe, deuxième partie    | Episode 4      | Daniel Percival | Jed Mercurio et Alan Whiting | 15 novembre 2013           | NC                          |
| 5 | Mission Afghanistan, première partie | Episode 5      | Edward Hall     | Jed Mercurio et Alan Whiting | 22 novembre 2013           | NC                          |
| 6 | Mission Afghanistan, deuxième partie | Episode 6      | Edward Hall     | Jed Mercurio et Alan Whiting | 29 novembre 2013           | NC                          |

## Deuxième saison:Project Dawn(2011)
| #  | Titre français                              | Titre original | Réalisé par     | Écrit par       | Date de diffusion original | Audiences U.S (en millions) |
| -- | ------------------------------------------- | -------------- | --------------- | --------------- | -------------------------- | --------------------------- |
| 7  | Delhi, première partie                      | Episode 1      | Daniel Percival | Frank Spotnitz  | 12 août 2011               | 0.567                       |
| 8  | Delhi, deuxième partie                      | Episode 2      | Daniel Percival | Frank Spotnitz  | 19 août 2011               | 0.169                       |
| 9  | Un Irlandais en colère, première partie     | Episode 3      | Bill Eagles     | Frank Spotnitz  | 26 août 2011               | 0.255                       |
| 10 | Un Irlandais en colère, deuxième partie     | Episode 4      | Bill Eagles     | Frank Spotnitz  | 9 septembre 2011           | 0.212                       |
| 11 | Le projet aurore - Darfour, première partie | Episode 5      | Alex Holmes     | Richard Zajdlic | 16 septembre 2011          |                             |
| 12 | Le projet aurore - Darfour, deuxième partie | Episode 6      | Alex Holmes     | Richard Zajdlic | 23 septembre 2011          | NC                          |
| 13 | Kosovo, première partie                     | Episode 7      | Paul Wilmshurst | Simon Burke     | 30 septembre 2011          | 0.270                       |
| 14 | Kosovo, deuxième partie                     | Episode 8      | Paul Wilmshurst | Simon Burke     | 7 octobre 2011             | 0.335                       |
| 15 | Budapest, première partie                   | Episode 9      | Daniel Percival | Tony Saint      | 14 octobre 2011            | 0.244                       |
| 16 | Budapest, deuxième partie                   | Episode 10     | Daniel Percival | Tony Saint      | 21 octobre 2011            | 0.249                       |

## Troisième saison:Vengeance(2012)
| #  | Titre français                                            | Titre original | Réalisé par        | Écrit par       | Date de diffusion original | Audiences U.S (en millions) |
| -- | --------------------------------------------------------- | -------------- | ------------------ | --------------- | -------------------------- | --------------------------- |
| 17 | Somalie, mêmes joueurs, nouvelles règles, première partie | Episode 1      | Bill Eagles        | Tony Saint      | 17 août 2012               | 0.390                       |
| 18 | Somalie, mêmes joueurs, nouvelles règles, deuxième partie | Episode 2      | Bill Eagles        | Tony Saint      | 17 août 2012               | 0.390                       |
| 19 | Niger, Frères d'armes, première partie                    | Episode 3      | Paul Wilmshurst    | James Dormer    | 24 août 2012               | 0.333                       |
| 20 | Niger, Frères d'armes, deuxième partie                    | Episode 4      | Paul Wilmshurst    | James Dormer    | 31 août 2012               | 0.266                       |
| 21 | Le Cap, première partie                                   | Episode 5      | Julian Holmes      | Richard Zajdlic | 7 septembre 2012           | 0.325                       |
| 22 | Le Cap, deuxième partie                                   | Episode 6      | Julian Holmes      | Richard Zajdlic | 14 septembre 2012          | 0.263                       |
| 23 | Le prix à payer : Zimbabwe, première partie               | Episode 7      | Michael J. Bassett | John Simpson    | 21 septembre 2012          | 0.358                       |
| 24 | Le prix à payer : Zimbabwe, deuxième partie               | Episode 8      | Michael J. Bassett | John Simpson    | 28 septembre 2012          | 0.310                       |
| 25 | Combattants de la liberté : Johannesburg, première partie | Episode 9      | Bill Eagles        | Tony Saint      | 5 octobre 2012             | 0.235                       |
| 26 | Combattants de la liberté : Johannesburg, deuxième partie | Episode 10     | Bill Eagles        | Tony Saint      | 12 octobre 2012            | 0.249                       |

## Quatrième saison:Shadow Warfare(2013)
| N° | Titre français                                               | Titre original | Réalisé par        | Écrit par                                     | Date de diffusion original | Audiences U.S (en millions) |
| -- | ------------------------------------------------------------ | -------------- | ------------------ | --------------------------------------------- | -------------------------- | --------------------------- |
| 27 | Colombie, première partie - Colombie / Liban (Dalton)        | Episode 1      | Michael J. Bassett | Simon Burke, Tim Vaughan & Michael J. Bassett | 9 août 2013                | 0.493                       |
| 28 | Colombie, deuxième partie - Colombie / Liban (Dalton)        | Episode 2      | Michael J. Bassett | Simon Burke, Tim Vaughan & Michael J. Bassett | 16 août 2013               | 0.364                       |
| 29 | Liban, première partie - Liban, Beyrouth                     | Episode 3      | Julian Holmes      | James Dormer                                  | 23 août 2013               | 0.331                       |
| 30 | Liban, deuxième partie - Liban, Beyrouth                     | Episode 4      | Julian Holmes      | James Dormer                                  | 6 septembre 2013           | 0.506                       |
| 31 | Hongrie, première partie - Hongrie, Budapest                 | Episode 5      | Paul Wilmshurst    | John Simpson                                  | 13 septembre 2013          | 0.417                       |
| 32 | Hongrie, deuxième partie - Hongrie, Budapest                 | Episode 6      | Paul Wilmshurst    | John Simpson                                  | 20 septembre 2013          | 0.447                       |
| 33 | Russie, première partie - Russie, Black Bear Prison & Drezna | Episode 7      | Stephen Woolfenden | Simon Burke et Ben Newman                     | 27 septembre 2013          | 0.309                       |
| 34 | Russie, deuxième partie - Russie, Black Bear Prison & Drezna | Episode 8      | Stephen Woolfenden | Michael J. Bassett et Tim Vaughan             | 4 octobre 2013             | 0.312                       |
| 35 | Allemagne, première partie - Allemagne                       | Episode 9      | Michael J. Bassett | Richard Zajdlic                               | 11 octobre 2013            | NC                          |
| 36 | Allemagne, deuxième partie - Allemagne                       | Episode 10     | Michael J. Bassett | Richard Zajdlic                               | 18 octobre 2013            | NC                          |

## Cinquième saison:Legacy(2015)
| N° | Titre français                 | Titre original | Réalisé par        | Écrit par                                       | Date de diffusion original | Audiences U.S (en millions) |
| -- | ------------------------------ | -------------- | ------------------ | ----------------------------------------------- | -------------------------- | --------------------------- |
| 37 | Thaïlande, première partie     | Episode 1      | Michael J. Bassett | Michael J. Bassett, Tim Vaughan et James Dormer | 31 Juillet 2015            | 0.237                       |
| 38 | Thaïlande, deuxième partie     | Episode 2      | Michael J. Bassett | Michael J. Bassett, Tim Vaughan et James Dormer | 7 août 2015                | 0.275                       |
| 39 | Thaïlande, troisième partie    | Episode 3      | Julian Holmes      | James Dormer                                    | 14 août 2015               | 0.221                       |
| 40 | Thaïlande, quatrième partie    | Episode 4      | Julian Holmes      | James Dormer                                    | 21 août 2015               | 0.204                       |
| 41 | Corée du Nord, première partie | Episode 5      | Brendan Maher      | Jack Lothian                                    | 28 août 2015               | 0.251                       |
| 42 | Corée du Nord, deuxième partie | Episode 6      | Brendan Maher      | Jack Lothian                                    | 11 septembre 2015          | 0.234                       |
| 43 | Autriche, première partie      | Episode 7      | Michael J. Bassett | Richard Zajdlic et Ed Whitmore                  | 18 septembre 2015          | 0.166                       |
| 44 | Autriche, deuxième partie      | Episode 8      | Michael J. Bassett | Ed Whitmore et Jack Lothian                     | 25 septembre 2015          | 0.280                       |
| 45 | Suisse, première partie        | Episode 9      | Michael J. Bassett | Jack Lothian                                    | 2 octobre 2015             | 0.196                       |
| 46 | Suisse, deuxième partie        | Episode 10     | Michael J. Bassett | Jack Lothian                                    | 9 octobre 2015             | 0.286                       |

## Sixième saison:Retribution(2017)
| N° | Titre français               | Titre original | Réalisé par        | Écrit par                                 | Date de diffusion original | Audiences U.S (en millions) |
| -- | ---------------------------- | -------------- | ------------------ | ----------------------------------------- | -------------------------- | --------------------------- |
| 47 | Libye, première partie       | Episode 1      | Michael J. Bassett | Jack Lothian                              | 2 février 2018             | 0.135                       |
| 48 | Libye, deuxième partie       | Episode 2      | Michael J. Bassett | Jack Lothian                              | 9 février 2018             | 0.133                       |
| 49 | Hongrie, troisième partie    | Episode 3      | Brendan Maher      | Jack Lothian, James Payne et Steve Bailie | 16 février 2018            | 0.089                       |
| 50 | Hongrie, quatrième partie    | Episode 4      | Brendan Maher      | Jack Lothian, James Payne et Steve Bailie | 23 février 2018            | 0.138                       |
| 51 | Biélorussie, première partie | Episode 5      | MJ Bassett         | Jack Lothian                              | 2 mars 2018                | 0.112                       |
| 52 | Biélorussie, deuxième partie | Episode 6      | Debs Paterson      | Jack Lothian                              | 9 mars 2018                | 0.093                       |
| 53 | Allemagne, première partie   | Episode 7      | Bill Eagles        | Jack Lothian et Simon Allen               | 16 mars 2018               | 0.132                       |
| 54 | Allemagne, deuxième partie   | Episode 8      | Bill Eagles        | Jack Lothian et Simon Allen               | 23 mars 2018               | 0.145                       |
| 55 | Croatie, première partie     | Episode 9      | Michael J. Bassett | Jack Lothian                              | 30 mars 2018               | 0.130                       |
| 56 | Croatie, deuxième partie     | Episode 10     | Michael J. Bassett | Jack Lothian                              | 6 avril 2018               | 0.095                       |

## Septième saison:Revolution(2019)
| N° | Titre français             | Titre original | Réalisé par    | Écrit par                      | Date de diffusion original | Audiences U.S (en millions) |
| -- | -------------------------- | -------------- | -------------- | ------------------------------ | -------------------------- | --------------------------- |
| 57 | Malaisie, première partie  | Episode 1      | Bill Eagles    | Jack Lothian                   | 25 janvier 2019            | 0.113                       |
| 58 | Malaisie, deuxième partie  | Episode 2      | Bill Eagles    | Jack Lothian                   | 1 février 2019             | 0.113                       |
| 59 | Inde, première partie      | Episode 3      | Paul Wilmhurst | Jack Lothian                   | 8 février 2019             | 0.060                       |
| 60 | Inde, deuxième partie      | Episode 4      | Paul Wilmhurst | Jack Lothian                   | 15 février 2019            | 0.114                       |
| 61 | Myanmar, première partie   | Episode 5      | Steve Shill    | Jack Lothian                   | 22 février 2019            | 0.090                       |
| 62 | Myanmar, deuxième partie   | Episode 6      | Steve Shill    | Jack Lothian                   | 1 mars 2019                | 0.096                       |
| 63 | Indonésie, première partie | Episode 7      | Mark Everest   | Jack Lothian et Chris Cornwell | 8 mars 2019                | 0.121                       |
| 64 | Indonésie, deuxième partie | Episode 8      | Mark Everest   | Jack Lothian                   | 15 mars 2019               | 0.127                       |
| 65 | Pakistan, première partie  | Episode 9      | Bill Eagles    | Jack Lothian                   | 22 mars 2019               | 0.100                       |
| 66 | Pakistan, deuxième partie  | Episode 10     | Bill Eagles    | Jack Lothian                   | 29 mars 2019               | 0.133                       |

## Huitième saison:Vendetta(2020)
| N° | Titre français             | Titre original | Réalisé par                    | Écrit par                    | Date de diffusion original | Audiences U.S (en millions) |
| -- | -------------------------- | -------------- | ------------------------------ | ---------------------------- | -------------------------- | --------------------------- |
| 67 | Albanie, première partie   | Episode 1      | Paul Wilmshurst et Bill Eagles | Jack Lothian                 | 14 février 2020            | 0.077                       |
| 68 | Albanie, deuxième partie   | Episode 2      | Paul Wilmshurst                | Jack Lothian                 | 21 février 2020            | 0.059                       |
| 69 | Israël, première partie    | Episode 3      | Bill Eagles                    | James Dormer et Jack Lothian | 28 février 2020            | 0.063                       |
| 70 | Israël, deuxième partie    | Episode 4      | Bill Eagles                    | James Dormer et Jack Lothian | 6 mars 2020                | 0.034                       |
| 71 | Allemagne, première partie | Episode 5      | Jonathan Jones                 | Jack Lothian                 | 13 mars 2020               | 0.093                       |
| 72 | Allemagne, deuxième partie | Episode 6      | Jonathan Jones                 | Jack Lothian                 | 20 mars 2020               | 0.059                       |
| 73 | Albanie, troisième partie  | Episode 7      | John Strickland                | Jack Lothian                 | 27 mars 2020               | 0.100                       |
| 74 | Albanie, quatrième partie  | Episode 8      | John Strickland                | Jack Lothian                 | 3 avril 2020               | 0.089                       |
| 75 | Croatie                    | Episode 9      | Bill Eagles                    | Jack Lothian                 | 10 avril 2020              | 0.044                       |
| 76 | Russie                     | Episode 10     | Bill Eagles                    | Jack Lothian                 | 17 avril 2020              | 0.133                       |